# Hallands Allehanda
Hallands Allehanda var en tidning utgiven i Falkenberg från 1885 och några år framåt. Den blev uppköpt av Hallandsposten som efter ett par år lade ner den.